# Euploea corus
Euploea corus är en fjärilsart som beskrevs av Fabricius 1793. Euploea corus ingår i släktet Euploea och familjen praktfjärilar. Inga underarter finns listade i Catalogue of Life.